# Yılmaz Erdoğan
Yılmaz Erdoğan (nacido el 4 de noviembre de 1967) es un cineasta, actor y poeta turco, descendiente de kurdos, más conocido por su debut en cine, que marcó récord de taquilla, la de comedia Vizontele (2001) y la serie de televisión Bir Demet Tiyatro (1995-2002/2006-2007). Fue premiado como el Mejor Actor de reparto en los 4º Premios de la Academia Australiana de Cine, Artes y Televisión por su interpretación en El Agua Adivino (2014).

## Biografía
Yilmaz Erdogan, pasó su infancia en Ankara , hasta que se trasladó a Estambul junto con su familia. Su familia es de origen kurdo. En 1987, se retiró de sus estudios de ingeniería civil en la Universidad Técnica de Estambul y se unió a la Personal de guardia del Teatro (en turco: Nöbetçi Tiyatrosu), administrado por Ferhan Şensoy. Él también se convirtió en jefe de guionista en el programa detelevisión de Levent Kırca, Olacak O Kadar. En 1988, fundó su propia compañía de teatro, Güldüşündürü, y organizaró una exitosa producción de su propia composición de Solimán el Magnífico y Rambo (en turco: Kanuni Sultan Süleyman ve Rambo).
En 1994, fundó el Centro Cultural Beşiktaş (en turco: Beşiktaş Kültür Merkezi) con su socio de negocios Necati Akpınar y logró el reconocimiento como Mükremin Abi junto a la actriz Demet Akbağ en la serie de televisión Bir Demet Tiyatro (1995-2002) en Star TV. También continuó su éxito teatral con una serie de obras y musicales, incluyendo su programa, Cebimdeki Kelimeler, y grabó un álbum de poesía llamado, Kayıp Kentin Yakışıklısı, que incluye diecisiete poemas acompañados por la tradicional música turca compuesta por Metin Kalender, Nizamettin Ariç y Ali Aykaç.
Logró su mayor éxito taquilla con la comedia Vizontele (2001), que escribió, dirigió y protagonizó. Esto fue seguido por una secuela, Vizontele Tuuba (2004), que también produjo, y Viaje en Alfombra Mágica (2005). Una segunda temporada para su popular serie de televisión Bir Demet Tiyatro (2006-2007), seguido del ATV, y la comedia de Navidad Alegre de la Vida (2009). También ha producido las exitosas películas de comedia Eyyvah Eyvah (2010) y Çok Filim Hareketler Bunlar (2010).
Sus hermanos son Mustafa Erdogan, quien fundó el Fuego de Anatolia y Deniz Erdoğan, quien ha compuesto la música para algunas de las producciones de su compañía. Su esposa es la actriz y diseñadora de vestuario Belçim Bilgin y su hija Berfin Erdoğan apareció en  Viaje en Alfombra Mágica. Él es fanático de Beşiktaş J. K..

## Filmografía
| Películas y series de televisión | Películas y series de televisión                              | Películas y series de televisión | Películas y series de televisión | Películas y series de televisión | Películas y series de televisión | Películas y series de televisión | Películas y series de televisión |
| Año                              | Título                                                        | Acreditado como                  | Acreditado como                  | Acreditado como                  | Acreditado como                  | Acreditado como                  | Notas                            |
| Año                              | Título                                                        | Director                         | Productor                        | Escritor                         | El Actor                         | Papel                            | Notas                            |
| -------------------------------- | ------------------------------------------------------------- | -------------------------------- | -------------------------------- | -------------------------------- | -------------------------------- | -------------------------------- | -------------------------------- |
| 1995-2002                        | Bir Demet Tiyatro                                             |                                  |                                  | Sí                               | Sí                               | Mükremin Çıtır                   | serie de televisión de Star TV   |
| 2001                             | Vizontele                                                     | Sí                               |                                  | Sí                               | Sí                               | Loco Emin                        |                                  |
| 2004                             | Vizontele Tuuba                                               | Sí                               | Sí                               | Sí                               | Sí                               | Loco Emin                        |                                  |
| 2005                             | Viaje En Alfombra Mágica (en turco: Organize İşler)           | Sí                               |                                  | Sí                               | Sí                               | Asım Noyan                       |                                  |
| 2006-2007                        | Bir Demet Tiyatro                                             |                                  |                                  | Sí                               | Sí                               | Mükremin Çıtır                   | serie de televisión de ATV       |
| 2009                             | Jolly life (en turco: Neşeli Hayat)                           | Sí                               |                                  | Sí                               | Sí                               |                                  |                                  |
| 2010                             | Eyyvah Eyvah                                                  |                                  | Sí                               |                                  |                                  |                                  |                                  |
| 2010                             | Çok Filim Hareketler Bunlar                                   |                                  | Sí                               |                                  |                                  |                                  |                                  |
| 2011                             | Érase una Vez en Anatolia (en turco: Bir Zamanlar Anadolu’da) |                                  |                                  |                                  | Sí                               |                                  | Dirigida por Nuri Bilge Ceylan.  |
| 2013                             | El Sueño de la Mariposa (en turco: Kelebeğin Rüyası)          | Sí                               |                                  | Sí                               | Sí                               | Behçet Necatigil                 |                                  |
| 2014                             | El Agua Adivino                                               |                                  |                                  |                                  | Sí                               | alcalde Hasan                    |                                  |
| 2016                             | Las Manzanas Amargas                                          | Sí                               |                                  | Sí                               | Sí                               | Aziz Özay                        |                                  |